# Bimbo (englischer Slang)
Bimbo ist ein englischer Slangausdruck. Das Lehnwort aus dem Italienischen bezeichnet heute eine meist äußerlich als attraktiv geltende, aber einfältige Frau. Im Deutschen kann man den Ausdruck mit „Tussi“ oder „dummes Blondchen“ übersetzen. Der Ausdruck unterlag einem Bedeutungswandel und stand vorher für einen weiblich wirkenden oder verweichlichten Mann.

## Wortherkunft
Das Wort bimbo ist eine Kurzform des italienischen Wortes bambino für ein kleines Kind bzw. ein Baby. Im Italienischen wird es ausschließlich für männliche Personen verwendet, die Endung -o gibt dies vor. In dieser Bedeutung gelangte das Wort zunächst ins amerikanische Englisch, erfuhr jedoch einen ersten Wandel. Im amerikanischen Slang wurde es verwendet, um Männer als „unmännlich“ zu beleidigen. Es wurde aber auch auf Frauen angewendet, die ein wenig damenhaftes Verhalten an den Tag legten. In dieser ersten umgangssprachlichen Bedeutung verbreitete es sich vor allem in den Goldenen Zwanzigern in den Vereinigten Staaten, verlor dann aber wieder an Bedeutung.
Später wurde der Ausdruck fast nur noch auf Frauen angewendet und bezeichnete eine dumme, aber attraktive Frau. Seit den 1980er Jahren existiert mit der Wortneuschöpfung Himbo eine männliche Variante.
Seit 2017 wird das Wort von der Bimbo-Bewegung verwendet, um seine Stigmatisierung zu beenden. Es geht der Bewegung darum, Hyperfemininity und weibliche Sexualität als Stärke zu demonstrieren und Vorurteile gegenüber „Bimbos“, Sexarbeiterinnen und Schönheitsoperationen zu bekämpfen.

## Popkulturelle Verwendung
- In dem Lied Bimbo, das aus den 1940er Jahren stammt und durch Jim Reeves populär wurde, geht es um einen kleinen Jungen (also das Wort in seiner ursprünglichen Bedeutung), der sehr beliebt ist und mit Mädchen spielt.[3]
- In dem Lied Barbie Girl der dänisch-norwegischen Gruppe Aqua kommt die Textzeile “I’m a blond bimbo girl in a fantasy world” (etwa: „Ich bin eine blonde Dumpfbacke/Tussi in einer Fantasiewelt“) vor. Der Barbie-Hersteller Mattel klagte gegen den Inhalt des Liedes, verlor jedoch vor Gericht. Das Gericht erkannte den satirischen Gehalt des Textes und sah diesen durch das Recht auf freie Meinungsäußerung gedeckt.[6]
- Das Online-Spiel Miss Bimbo ist ein virtueller Schönheitswettbewerb, bei dem Puppen angezogen werden können. Auch kann man seinen Puppen Brustimplantate besorgen. Um im Spiel voranzukommen, kann man virtuelles Geld über einen Kurznachrichtendienst erwerben. Das Spiel sorgte wegen seines Inhalts für Proteste.[7]